# Georg Stage
 Der er for få eller ingen kildehenvisninger i denne artikel, hvilket er et problem. Du kan hjælpe ved at angive troværdige kilder til de påstande, som fremføres i artiklen.

Georg Stage er et dansk stålskib fra 1934, rigget som 3-mastet fuldrigger.
Skibet er et skoleskib, der tilhører den selvejende institution, "Stiftelsen Georg Stages Minde". Stiftelsen blev oprettet i 1882 af skibsrederen Frederik Stage og hans hustru Thea, da behovet for en egentlig uddannelse af kvalificerede søfolk på det tidspunkt var stort. Skibet blev døbt Georg Stage efter parrets søn, der døde af tuberkulose, 22 år gammel i 1880.
Georg Stage har hjemhavn i København og har fast plads i maskingraven på marinestationen nyholm.

## GamleGeorg Stage
Denne første udgave af Georg Stage blev bygget i 1882 ved Burmeister & Wain på Refshaleøen i København. Den gamle Georg Stage var også en fuldrigger – en smule mindre end det nuværende skib – med en længde på 36 meter, bredde på 7,7 meter og en dybgang på 3,7 meter. Skibet havde en hjælpedampmaskine på 50 HK. Den oprindelige besætning var på 80 elever og 10 officerer.

### Forlis
Den 25. juni 1905 sank Georg Stage, da det blev påsejlet af det engelske dampskib Ancona i Hollænderdybet, og 22 elever druknede.
En stor Hjælp var det for os, at den svenske Damper "Irene" belyste Ulykkesstedet med fine Projektører, hvilket lettede Redningsarbejdet i høj Grad. Vor egen Storbaad blev lagt i Vandet, men kæntrede og nogle af Eleverne holdt sig da oppe på Kølen, indtil Anconas Baad nåede os.
(Fra: Den Skrækkelige Nat på Georg Stage)
Skibet blev hurtigt bjærget og repareret efter katastrofen og fortsatte derefter sejladsen som dansk skoleskib indtil 1934.

### Jordomsejling
Da Georg Stage skulle pensioneres og skrottes blev det solgt til og dermed reddet af australieren Alan Villiers, der omdøbte skibet til Joseph Conrad. Det sejlede nu under britisk flag på en jordomsejling, der varede ca. 2 år. Starten gik fra Ipswich den 22. oktober 1934 og skibet besøgte bl.a. New York City, Rio de Janeiro, Cape Town, Sydney, New Zealand og Tahiti. Skibet afsluttede rejsen i New York den 16. oktober 1936. Efterfølgende udgav Villiers bøgerne The Cruise of the "Conrad" og Stormalong, der omhandlede rejsen.

### Skoleskib i Connecticut
I 1936 blev skibet solgt til den amerikanske millionær George Huntington Hartford, da Villiers var gået fallit som følge af jordomsejlingen. Hartford udstyrede skibet med en moderne motor og anvendte det som personlig yacht i tre år, hvor skibet bl.a. deltog i et race for sejlskibe fra USA til Bermuda og tilbage. I 1939 solgte han skibet for 1 dollar og 1 cent til USA. Herefter blev skibet atter skoleskib og sejlede som sådant indtil 1945. Skibet lå i dok et par år hvorefter det overgik til Marinemuseet i Mystic, Connecticut. Det gamle Georg Stage ligger den dag i dag ved Marinemuseet. Skibet stikker ikke til søs længere, men fungerer stadig som skoleskib, bl.a. som indkvartering for børn og unge (10-15 år) på sommerskole i sejlads. Skibet er nu udstyret med kahytter til overnatning for 50 personer, baderum og træk-og-slip-toiletter og der er installeret varme og elektricitet.

## NyeGeorg Stage
Det nuværende skib Georg Stage blev bygget på 5 måneder i 1934 ved Frederikshavn Værft og Flydedok og er siden da flere gange ombygget og moderniseret. Skibet sejlede ud på sit første togt den 24. april 1935. Skibet fik i 2007 ny hovedmotor, det er en Volvo Penta på 368 kW. Det har en længde på 54 meter med bovspryd, en bredde på 8,4 meter og en dybgang på 4,2 meter. De 20 sejl har et sejlareal på 860 m² tilsammen. Den største mastehøjde er 31 meter. Gallionsfiguren er overført fra det gamle skib fra 1882. Galionsfiguren forestiller den unge Georg Stage.
Georg Stage sejler to togter om året, et fra februar til juli og et fra juli til december. Skibet har sejlet hvert eneste år, bortset fra under 2. verdenskrig, hvor sejladsen måtte indstilles på grund af minefaren. Skibet lå da i Isefjorden. I årene efter krigen, indtil 1950, sejlede skibet til gengæld to togter om året.

### Renovering af Georg Stage
I januar 2016 blev det offentliggjort at Georg Stage i løbet af 2016 ville blive renoveret for op imod 20 millioner kroner som er et bidrag fra tre fonde. Renoveringen omfatter nye miljørigtige toiletter og andre forbedringer, men de oprindelige hængekøjer bibeholdes. Samtidig renoveres stålkonstruktionen på de steder hvor dette er påkrævet.
Arbejdet med renoveringen forventes afsluttet til togtet i april 2016. 

### Tall Ships Race
I 1956 deltog Georg Stage i sin første skoleskibsregatta. Regattaen sejles nu under navnet The Tall Ships' Races. Her dyster Georg Stage mod verdens største gamle sejlskibe – skoleskibe som Kruzenshtern, STS Mir, Sedov, Alexander von Humboldt og Christian Radich. Georg Stage har siden 1956 deltaget i regattaen regelmæssigt og er flere gange blevet godt placeret. I 2013 fik skibet en velfortjent 3. plads.
I 1989 sejlede Georg Stage for første gang over Atlanten og mødte her det gamle Georg Stage – Joseph Conrad. Turen blev gentaget i 1995.

### Grunduddannelsen påGeorg Stage
Elevernes uddannelse er en grunduddannelse, der giver eleverne mulighed for at udmønstre som ubefarne skibsassistenter. Skibet medtager i dag 63 elever, inkl. 3 kokkeelever, samt en 10-mands fast besætning. Før 1973/74 lå elevtallet på 80 personer. Eleverne skal være mellem 18 og 22 år gamle. Der er altid åbent for ansøgninger til næste kommende togt.

### Søværnet også om bord
Fra 2004 til 2012 har Georg Stage været lejet ud en måned om året, hvor søværnets kadetter fik deres grunduddannelse om bord.
Officersbesætningen var Georg Stages egen, mens kvartermestrene var kadetter fra søværnet, der netop var blevet færdigtuddannede sergenter. Togtet varede 28 dage, hvor der blandt andet blev undervist i praktisk sømandskab, vedligeholdelse, arbejdssikkerhed og skibsteknik.

## Georg Stage III
Der har igennem flere år været planer om, at udskifte det nuværende skoleskib med en tidssvarende nybygning – dog stadig fuldrigget.

## Galleri
- File:Vilhelm Arnesen - Skoleskibet Georg Stage på agten for tværs, maleri af Vilhelm Arnesen af den første Georg Stage 1931.
- Det bjærgede vrag af gamle Georg Stage.
- Klokken om bord på Georg Stage.
- Joseph Conrad, som det ligger i dag i Mystic, Connecticut.
- Elever på Georg Stage 2005.
- Georg Stage i Randers havn, 18. august 2005.